# Скагерак
Скагерак је мореуз између полуострва Скандинавије и Јиланда, а повезује Северно море са мореузом Категат и Балтичким морем. Има дужину од 240 km и ширину од 80 km до 140 km и површину од 32.000 km². Просечна дубина му је 210 m. Током Првог светског рата, од 31. маја до 1. јуна 1916. у њему се одиграла битка код Јиланда, једна од највећих поморских битака.

## Име
Значење Скагерака је највероватније Скагенски канал/теснац. Скаген је град у близини северног рта Данске (Скав). Рак значи 'прави пловни пут' (упореди Дамрак у Амстердаму); сродан је са reach. Крајњи извор овог слога је протоиндоевропски корен *рег-, 'равно'. Рак значи 'право' као у 'право напред' на модерном норвешком и шведском. Råk и на модерном норвешком и на шведском се односи на канал или отвор воде у иначе ледом прекривеној воденој површини. Нема доказа који би указивали на везу са савременом данском речју рак (што значи олош). Друга могућност је да су Скагерак назвали холандски поморци, на исти начин на који је суседни Категат добио име. Било је прилично уобичајено да Холанђани сличне делове водених путева називају раком, као што су: Лангерак, Дамрак, Гоудерак и Туиквердерак. (Види Категат за његову етимологију, у којој гат значи „капија“ или „рупа“.)

## Географија
Скагерак је дугачак 240 km (150 mi) и широк између 80 и 140 km(50 и 87 миља). Он се продубљује према норвешкој обали, достижући преко 700 m у Норвешком рову. Неке луке дуж Скагерака су Осло, Ларвик и Кристиансанд у Норвешкој, Скаген, Хиртшалс и Ханстолм у Данској и Удевала, Лисекил и Стремстад у Шведској.
Скагерак има просечан салинитет од 80 практичних јединица салинитета, што је веома мало, близу сланости боћате воде, али упоредиво са већином других обалских вода. Подручје доступно за биомасу је око 3.600 km2 (1.400 sq mi) и укључује широк спектар станишта, од плитких пешчаних и каменитих гребена у Шведској и Данској до дубина Норвешког рова.

### Опсег
Међународна хидрографска организација дефинише границе Скагерака на следећи начин:

На Западу. Линија која спаја Ханстхолм (57° 07′ N 8° 36′ E / 57.117° С; 8.600° И) и Назе (Линдеснес, 58° N 7° E / 58° С; 7° И).
На југоистоку. Северна граница Категата [линија која спаја Скаген (Скав, северна тачка Данске) и Патерностерскерен (57° 54′ N 11° 27′ E / 57.900° С; 11.450° И), а одатле на североисток кроз плићаке до острва Тјерн].

## Историја
Старији називи за комбиновани Скагерак и Категат били су Норвешко море или Јутландско море; потоњи се појављује у Кнутлиншкој саги.
До изградње канала Ајдер 1784. (претходник Килског канала), Скагерак је био једини пут за улазак и излазак из Балтичког мора. Из тог разлога мореуз је вековима имао густ међународни саобраћај. После индустријске револуције, саобраћај се повећао и данас је Скагерак међу најпрометнијим мореузима на свету. Године 1862, у Данској је изграђена пречица, канал Тиборен у Лимфјорду кроз Скагерак од Северног мора тако што је ишао директно до Категата. Међутим, Лимфјорд подржава само мање транспорте.
У оба светска рата, Скагерак је био стратешки веома важан за Немачку. Највећа поморска битка Првог светског рата, Битка код Јутланда, позната и као битка на Скагераку, одиграла се овде од 31. маја до 1. јуна 1916. У Другом светском рату важност контроле овог пловног пута, јединог морског приступа Балтику, био је мотив немачких инвазија на Данску, Норвешку и изградњу северних делова Атлантског зида. Оба ова поморска ангажмана допринела су великом броју бродолома у Скагераку.

## Саобраћај и индустрија
Скагерак је мореуз са великим прометом, са око 7500 појединачних пловила (искључујући рибарска пловила) из цијелог света која су прошла само у 2013. години. Теретни бродови су далеко најчешћи бродови у Скагераку са око 4.000 појединачних бродова у 2013, а затим танкери, који су скоро упола мање бројни. Када се посматра у комбинацији са подручјем Балтичког мора, бродови из 122 различите националности су посетили 2013. године, при чему је већина њих превозила терет или путнике унутар Европе, без обзира на државу под њиховом заставом.
Скоро сва комерцијална пловила у Скагераку су праћена системом за аутоматску идентификацију (AIS).

## Рекреација
Скагерак је популаран за рекреативне активности у све три земље. Дуж обале има много викендица и неколико марина.

## Биологија
Скагерак је станиште за око 2.000 морских врста, од којих су многе прилагођене његовим водама. На пример, сорта атлантског бакалара под називом Скагерашки бакалар мрести се на норвешкој обали. Јаја су плутајућа, а младунци се хране зоопланктоном. Младунци тону на дно где имају краћи циклус зрелости (2 године). Не мигрирају, већ остају локални у норвешким фјордовима.
Разноликост станишта и велика количина планктона на површини подржавају плодан морски живот. Енергија се креће од врха ка дну према Виноградовљевој лествици миграција; то јест, неке врсте су бентоске, а друге пелагичне, али постоје степеновани морски слојеви унутар којих се врсте крећу вертикално на кратке удаљености. Поред тога, неке врсте су бентопелагичне, крећу се између површине и дна. Бентоске врсте укључују Coryphaenoides rupestris, Argentina silus, Etmopterus spinax, Chimaera monstrosa и Glyptocephalus cynoglossus. На врху су Clupea harengus, Scomber scombrus, Sprattus sprattus. Неке врсте које се крећу између су Pandalus borealis, Sabinea sarsi, Etmopterus spinax.

### Гребени
Осим пешчаних и каменитих гребена, у Скагераку расту и екстензивни хладноводни корални гребени, углавном Lophelia. Гребен Секен у шведској морској заштити Костер фјорда је древни корални гребен хладне воде и једини познати корални гребен у земљи. Тислеров гребен у норвешкој морској заштити Националног парка Итре Хвалер је највећи познати корални гребен у Европи. Гребени лофелије су такође присутни у норвешком рову и познати су из плитких вода многих норвешких фјордова.
Скагерак такође има низ ретких гребена са мехурићима; биолошких гребени формираних око хладних цурења геолошких испуштања угљених хидрата, обично метана. Ова ретка станишта су углавном позната из данских вода Скагерака западно од Хиртшала, али би се у будућим истраживањима могло открити више. Мехурасти гребени су веома ретки у Европи и подржавају веома разнолик екосистем.
Са вековним тешким међународним поморским саобраћајем у Скагераку, морско дно такође садржи обиље остатака бродолома. Олупине у плитким водама, обезбеђују чврсто сидрење за неколико корала и полипа, и за истражене олупине је утврђено да подржавају корале мртвачевих прстију, крхке звезде и велике вучје рибе. Пројекат мапирања морског дна из 2020. године око Јамербугтена у Скагераку, који је водио дански истраживач Клаус Тиман, пронашао је доказе о много већој биоразноврсности у низу станишта морског дна за која се раније сматрало да су пешчана са малом густином дивљих животиња. Корали мртвачевих прстију су били међу врстама које су први пут документоване у овим обалским стаништима.

## Еколошка питања
Научници и еколошке институције изразили су забринутост због све већег притиска на екосистем у Скагераку. Притисак је већ имао негативне утицаје и узрокован је кумулативним утицајима на животну средину, од којих су директне људске активности само један део слагалице. Очекује се да ће климатске промене и закисељавање океана имати све већи утицај на екосистем Скагерака у будућности.
Скагерак и Северно море примају знатне уносе опасних материјала и радиоактивних супстанци. Већина се приписује транспорту на велике удаљености из других земаља, али не сви. Морски отпад је такође све већи проблем. Отпадне воде и канализација који су се уливали у Скагерак из насеља и индустрије до недавно нису били третирани. У комбинацији са испирањем прекомерних хранљивих материја из конвенционалног узгоја, ово је често доводило до великог цветања алги.

## Заштита
У Скагераку постоји неколико морских заштита, укључујући:
Норвешка
- Национални парк Итре Хвалер, основан 26. јуна 2009.[17][18][19][20]
- Национални парк Рает, основан 16. децембра 2016.[21][22][23]

Шведска
- Национални парк Костерхавет
- Братен, новоодређено морско подручје од 120,8784 ha (298,697-acre) Natura 2000 иза Костерхавета. Покмаркс и биогени гребени на дубинама од 200—500 m (660—1.640 ft).
- Гулмарсфјорден, прво заштићено морско подручје у Шведској из 1983.

Данска
- Гренен и морско подручје од 270,295 ha (667,91-acre) непосредно северно.[25]